# Carnwath River
Carnwath River är ett vattendrag i Kanada.   Det ligger i territoriet Northwest Territories, i den nordvästra delen av landet, 3 900 km nordväst om huvudstaden Ottawa.
Omgivningarna runt Carnwath River är i huvudsak ett öppet busklandskap. Trakten runt Carnwath River är nära nog obefolkad, med mindre än två invånare per kvadratkilometer.